# Matsudo

Matsudo (松戸市 Matsudo-shi?), este un municipiu din Japonia, prefectura Chiba.